# シモン・ステン＝アナーセン
シモン・ステン=アナーセン（Simon Steen-Andersen、1976年 - ）はデンマークの現代音楽の作曲家。

## 略歴
カール・アゲ・ラスムッセンに師事した後、オーフスでベント・ソアンセンに師事。ピアノを8mの高さから落下させた音、映像をコンバインしたピアノ協奏曲で話題となっている。この作品はNHK-FMで放送された。

## 受賞歴
- 2020年 Carl Prize[3]
- 2019年 南西ドイツオーケストラ賞[4]
- 2017年 ジーメンス国際若手作曲家奨励賞
- 2017年 マウリシオ・カーヘル音楽賞
- 2014年 南西ドイツオーケストラ賞[5][6]
- 2014年 Künstlerpreis Musikpreis des Nordischen Rates
- 2013年 カール・ニールセン音楽賞
- 2013年 Berliner Kunstpreis Musik der Akademie der Künste in Berlin
- 2010年 インターナショナル・ロストラム・オブ・コンポーザーズグランプリ
- 2010年 Aufenthalt als Gast des Berliner Künstlerprogramms des DAAD
- 2008年 ホルンボー音楽賞
- 2008年 Présences China
- 2008年 クラーニヒシュタイナー音楽賞
- 2006年 Léonie-Sonning-Musikpreis
- 2005年 Bisballes Artist Prize
- 2000年 ホルンボー音楽賞

## 主要作品
- TRIO (45') (2019年[7]).
- if this then that and now what (135') (2016年).
- Piano Concerto (28') (2014年).
- Ouvertures (15') (2008年/2010年).
- On And Off And To And Fro (15') (2008年).

## ディスコグラフィー
- Simon Steen-Andersen: Pretty Sound - Solo and chamber works. Performed by Asamisimasa. Dacapo Records, 2011. Cat.No. 8.226523. Includes: On And Off And To And Fro (2008), Rerendered (2003), Pretty Sound (Up and Down) (2009), Study for String Instrument #2 (2009)
- Praesens/Presents. Danish Contemporary Music for 14 Musicians. SNYK. Copenhagen, Denmark (2003).
- getString (compilation). Performed by the Silesian String Quartet. Dacapo Records, 2010. Cat No. 8.226530. Includes: String Quartet (1999)